# 占領法

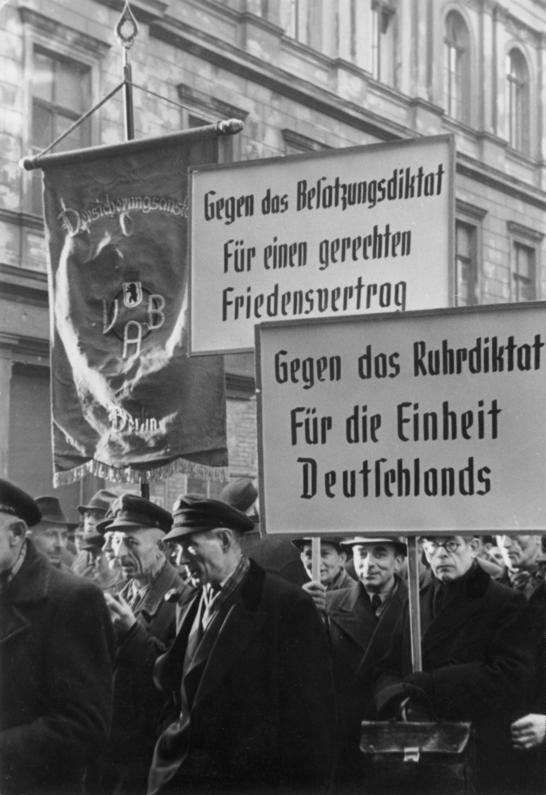
ルール合意と占領法に反対する市民抗議。

ドイツ占領法または一般に占領法（独：Besatzungsstatut）は、1949年4月10日に新たに作られた占領下ドイツ政府と西ドイツの連合高等弁務官の責任と役割について定めた法である。
アメリカ合衆国、イギリスそしてフランスによって作成され、パリ協定 (1954年)が有効になるまでの間、効力があった。

## 概要
連合高等弁務官の創始者はワシントンD.C.における8日間に渡る激しい集中会議で審議したアメリカ合衆国国務長官のディーン・アチソン、イギリス外務・英連邦大臣のアーネスト・ベヴィンそしてフランス首相のロベール・シューマンであった。これはドイツに条件付きの主権を与え、マーシャル・プランの対象とした。
連合国は占領軍を国内に駐屯させる権利については引き続き保持し、軍縮、非武装化、科学研究、戦争賠償、ルール地方問題、非カルテル化、亡命者や難民問題、安全保障、占領軍の名誉と安全、外交、そして外交間取引についてもこれらを完全に支配下においた。
連合国代表は議会評議会に占領法を認める憲法の制定を要請した。ドイツ社会民主党からの抗議もあったが、評議会は占領法を承認した。